# Francis de La Fontaine
Pour les articles homonymes, voir La Fontaine.
Francis de La Fontaine, né vers 1672 et mort en 1767, est un  rhétoricien bruxellois, qui vécut à l'époque où les Pays-Bas méridionaux étaient sous domination autrichienne.

## Biographie et œuvre
Francis de La Fontaine fut l'un des premiers traducteurs de Voltaire, qu'il traduisait en néerlandais : trois ans après la publication de la pièce Alzire, ou Les Américains de cet auteur, en 1736, la version néerlandaise, réalisée par La Fontaine, sera représentée par une compagnie dont ce dernier était membre, Gedeons Vlies, et cela en présence de la gouvernante des Pays-Bas autrichiens, Marie-Élisabeth d'Autriche. De Voltaire, il aurait également traduit Zaïre.
Son traité néerlandais sur le discours, Verhandeling over de Redenvoering, publié à Bruxelles, est une première tentative aux Pays-Bas méridionaux d'écrire l'histoire du théâtre.  La Fontaine l'a partiellement traduit du français d'après les Réflexions historiques et critiques sur les différens théâtres de L'Europe de 1738, d'un acteur renommé : l'Italien Luigi Riccoboni.  Non seulement, il aborde les techniques d'interprétation et d'expression orale, mais il plaide également pour un nouveau style d'interprétation, tout en dénonçant les abus dans les chambres de rhétorique, la corruption linguistique et le manque de civilisation de ses contemporains :
« De plus, constatant qu'elle n'est plus tenue en estime, je peux très bien m'imaginer pourquoi cela se produit mais, afin de n'offenser personne, on préfère ignorer cela.  J'ai, cependant, remarqué que les gens épris d'amour pour la lecture (et il est souhaitable que leur nombre soit plus important : la superstition serait moins à la mode) ne veulent pas dénoncer cela - sans doute pour des raisons qui ne peuvent être exprimées - et que ce mépris vient le plus souvent d'individus qui n'en ont pas la faculté, qui n'arrivent peut-être pas à distinguer un A d'un B, et qui, en outre, ensevelis dans une stupidité vaniteuse, méprisent leur langue maternelle, préférant parler le français qu'ils ne maîtrisent pas plus que l'autre. »
L'auteur se plaint du comportement au Théâtre de la Monnaie, lors des jours fixés où celui-ci accueille les compagnies flamandes :
« […] il y a peu de silence : on se sert et on y boit, on y casse des noix et vous entendez un bruit irritant, qui se mêle aux sifflements entre les doigts des jeunes (... ).  Ainsi, on montre son animalité à d'autres peuples. »
Prenant comme modèle la France et la République des Sept Pays-Bas-Unis, La Fontaine juge que la création de sociétés savantes et l'organisation de concours pour la promotion de la langue véhiculaire auraient dû se produire depuis longtemps.  Il semble qu'il émette ici une critique sur les autorités autrichiennes, peu portées à promouvoir une autre langue que le français.  Sa critique annonce les plaidoyers du dernier quart du XVIIIe siècle d'auteurs flamands tels que Verhoeven et Verlooy, qui allaient dans le même sens.
L'influence des idées de l'âge des Lumières apparaît aussi lorsqu'il se prend à ceux qui prétendent que seule la vie monastique est béatifiante et qui croient que « le Ciel est à gagner tout en prenant place à une table dont ils ne se sont pas occupés. »
La seule pièce conservée de La Fontaine est Het veranderlyk geval in Garibaldus en Dagobertus, qui est une tragédie, publiée en 1739, dont on sait qu'elle avait déjà été portée à la scène en 1716 ; dans un conflit très sanglant, les deux protagonistes meurent.

## Liste d'ouvrages
- 1708, Vertellingen en Nieuwigheden, ouvrage traduit du français, Amsterdam ;
- 1708, De Bolletoeter of 't Leven der Dienstmeiden, Bruxelles (sous le pseudonyme Kees Ieroensz ?) ;
- 1739, Het veranderlyk geval in Garibaldus en Dagobertus, tragédie, Bruxelles ;
- 1739, De Amerikanen oft Alzire ; traduction de la tragédie de Voltaire de 1736 ;
- Theseus, tragédie ;
- De verliefde ende Laggende Democritus, comédie ;
- Den Speelder, comédie ;
- Anninius, tragédie ;
- Zaïre, traduit du français d'après Voltaire ;
- 1751, Verhandeling over de Redenvoering dienstig Voor Predikanten, Redenaers, Tooneelspeelders en Geselschappen, Bruxelles.